# Puketaha
Puketaha  est une communauté rurale du district du Waikato et de la région de  Waikato (région) dans l’île du Nord de la Nouvelle-Zélande .

## Éducation
L’école de Puketaha School est une école primaire, publique, mixte , allant  de l’année 1 à 8,, avec un effectif de 308 élèves en novembre. L’école a ouvert en 1916.